# Gerard Groenning
Gerard Paludanus Groenning (alternatieve familienamen Groennig, Groningen, Groningus, Gruningen, Groeninghen, alternatieve voornamen Gerardo, Gerardum) (Antwerpen, ca 1515 - Haarlem, ca 1599) was een  Zuid Nederlands kunstschilder.
Werken van hem hangen in de Biblioteca Apostolica Vaticana.